# Associazione Calcio Prato 1990-1991
Questa pagina raccoglie le informazioni riguardanti l'Associazione Calcio Prato nelle competizioni ufficiali della stagione 1990-1991.

## Rosa
| N. |                   | Ruolo | Calciatore           |
| -- | ----------------- | ----- | -------------------- |
|    | Italia (bandiera) | A     | Massimiliano Benfari |
|    | Italia (bandiera) | D     | Giorgio Benini       |
|    | Italia (bandiera) | D     | Marco Benvenuti      |
|    | Italia (bandiera) | C     | Antonino Boscia      |
|    | Italia (bandiera) | C     | Roberto Chierici     |
|    | Italia (bandiera) | A     | Giuseppe Frappietri  |
|    | Italia (bandiera) | A     | Corrado Giannini     |
|    | Italia (bandiera) | C     | Cristiano Giuntoli   |
|    | Italia (bandiera) | A     | Davide Gori          |
|    | Italia (bandiera) | A     | David Grasso         |

| N. |                   | Ruolo | Calciatore        |
| -- | ----------------- | ----- | ----------------- |
|    | Italia (bandiera) | A     | Alberto Guerrini  |
|    | Italia (bandiera) | D     | Massimo Indragoli |
|    | Italia (bandiera) | D     | Massimo Marchini  |
|    | Italia (bandiera) | C     | Alessandro Moroni |
|    | Italia (bandiera) | C     | Stefano Nannelli  |
|    | Italia (bandiera) | P     | Marco Onorati     |
|    | Italia (bandiera) | C     | David Peccini     |
|    | Italia (bandiera) | D     | Fabio Rossi       |
|    | Italia (bandiera) | D     | Gianni Villoresi  |
|    | Italia (bandiera) | C     | Fabio Visca       |

## Risultati

### Campionato

#### Girone di andata
| 16 settembre 1990 1ª giornata | Olbia | 0 – 0 | Prato |  |

| 23 settembre 1990 2ª giornata | Prato | 0 – 0 | Gubbio |  |

| 30 settembre 1990 3ª giornata | Novara | 2 – 0 | Prato |  |

| 7 ottobre 1990 4ª giornata | Prato | 1 – 0 | Oltrepò |  |

| 14 ottobre 1990 5ª giornata | Prato | 0 – 0 | Alessandria |  |

| 21 ottobre 1990 6ª giornata | Montevarchi | 2 – 1 | Prato |  |

| 4 novembre 1990 7ª giornata | Prato | 3 – 1 | Tempio |  |

| 11 novembre 1990 8ª giornata | Viareggio | 2 – 0 | Prato |  |

| 18 novembre 1990 9ª giornata | Prato | 1 – 0 | Derthona |  |

| 25 novembre 1991 10ª giornata | Poggibonsi | 1 – 0 | Prato |  |

| 2 dicembre 1990 11ª giornata | Prato | 2 – 1 | Cecina |  |

| 9 dicembre 1990 12ª giornata | Ponsacco | 0 – 0 | Prato |  |

| 16 dicembre 1990 13ª giornata | Prato | 1 – 0 | Livorno |  |

| 30 dicembre 1990 14ª giornata | Massese | 2 – 0 | Prato |  |

| 6 gennaio 1991 15ª giornata | Sarzanese | 0 – 0 | Prato |  |

| 13 gennaio 1991 16ª giornata | Prato | 0 – 1 | Cuneo |  |

| 20 gennaio 1990 17ª giornata | Pontedera | 1 – 1 | Prato |  |

#### Girone di ritorno
| 3 febbraio 1991 18ª giornata | Prato | 0 – 0 | Olbia |  |

| 10 febbraio 1991 19ª giornata | Gubbio | 2 – 0 | Prato |  |

| 17 febbraio 1991 20ª giornata | Prato | 3 – 0 | Novara |  |

| 24 febbraio 1991 21ª giornata | Oltrepò | 1 – 0 | Prato |  |

| 3 marzo 1991 22ª giornata | Alessandria | 3 – 0 | Prato |  |

| 17 marzo 1991 23ª giornata | Prato | 0 – 0 | Montevarchi |  |

| 24 marzo 1991 24ª giornata | Tempio | 0 – 0 | Prato |  |

| 30 marzo 1991 25ª giornata | Prato | 1 – 1 | Viareggio |  |

| 7 aprile 1991 26ª giornata | Derthona | 1 – 0 | Prato |  |

| 14 aprile 1991 27ª giornata | Prato | 3 – 2 | Poggibonsi |  |

| 28 aprile 1991 28ª giornata | Cecina | 0 – 3 | Prato |  |

| 5 maggio 1991 29ª giornata | Prato | 1 – 1 | Ponsacco |  |

| 12 maggio 1991 30ª giornata | Livorno | 1 – 0 | Prato |  |

| 19 maggio 1991 31ª giornata | Prato | 0 – 0 | Massese |  |

| 26 maggio 1991 32ª giornata | Prato | 0 – 0 | Sarzanese |  |

| 2 giugno 1991 33ª giornata | Cuneo | 2 – 2 | Prato |  |

| 9 giugno 1991 34ª giornata | Prato | 1 – 0 | Pontedera |  |